# Quibdó

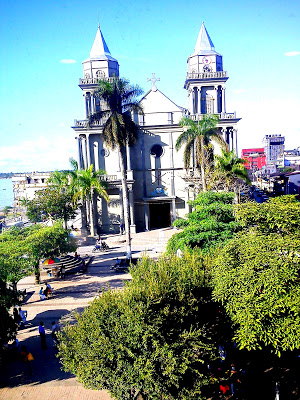
Catedral de Quibdó

Quibdó és la capital del departament colombià de Chocó i una població important en la Regió del Pacífic Colombià. La ciutat està ubicada en una de les zones més boscoses de Colòmbia, prop de grans reserves ecològiques com el Parc Nacional Natural Emberà i una de les regions amb un gran nombre de reserves indígenes. També és una de les zones amb més alta pluviositat del món.
Pel municipi hi passa el riu Atrato.